# Schleißheim
Schleißheim là một đô thị ở huyện Wels-Land bang Oberösterreich nước Áo. Đô thị này có dân số 940 người.